# Le Temple de la Gloire

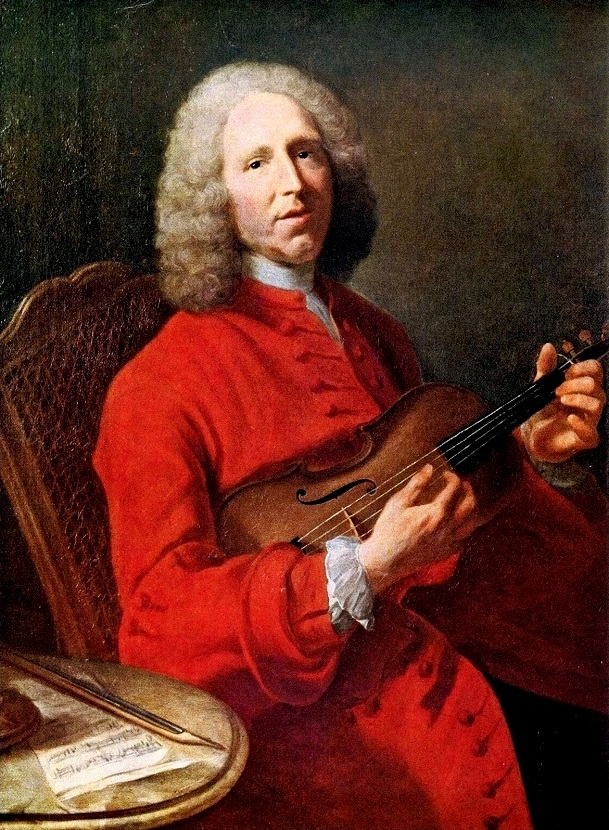
Jean-Philippe Rameau

Le Temple de la Gloire (Ärans tempel) är en opéra-ballet i fem akter med musik av Jean-Philippe Rameau och libretto av Voltaire.

## Historia
Voltaire ansåg att opera skulle vara såväl uppbygglig som underhållande och att det konventionella kärlekstemat kunde nedtonas. Operan var ett av två uppdrag som Rameau fick beställning på för att fira marskalk Moritz av Sachsens seger i slaget vid Fontenoy under det österrikiska tronföljdskriget 1745. Den andra operan var Les Fêtes de Polymnie. Le Temple de la Gloire hade premiär den 27 november 1745 på La Grande Ecurie på slottet i Versailles.
I sin ursprungliga form handlade tre av operans akter om varsin kung, dessa akter ramades in av en prologliknande akt I och en epilogliknanade akt V. 1746 reviderade Rameau operan till en konventionell opéra-ballet: akt I blev prolog medan akterna IV och V slogs ihop till en. 

## Personer
- L'Envie (Avunden) (basbaryton)
- Apollon (haute-contre)
- Une muse (en musa) (sopran)
- Bélus (bas)
- Lidie (sopran)
- Arsine (sopran)
- Une bergère (en herdinna) (sopran)
- Un berger (en herde) (bas)
- Un autre berger (en annan herde) (haute-contre)
- Bacchus (haute-contre)
- Érigone (sopran)
- Grand prêtre de la Gloire (Ärans överstepräst) (bas)
- Une prêtresse (en prästinna) (sopran)
- Un guerrier (en krigare) (bas)
- Une bacchante (en backant (sopran)
- Trajan (haute-contre)
- Plautine (sopran)
- Junie (sopran)
- Fanie (sopran)
- Une Romaine (en romarinna) (sopran)
- Un Romain (en romare) (bas)

## Handling
Tre kungar kommer i tur och ordning till Ärans tempel. Bélus, den maktgalne Assyrien, anses ovärdig att träda in på grund av hans blodtörstighet och orätta natur. Den självupptagne Bacchus vägras inträde på grund av hans osedliga leverne. Endast den romerske kejsaren Trajan anses värdig efter att ha slagit ned ett uppror lett av fem kungar. Han uppvisar makt och kröns med en lagerkrans.